# 15. San-marinesisches Kabinett
Das 15. Kabinett setzte sich aus Partito Democratico Cristiano Sammarinese (PDCS) und Partito Socialista Democratico Indipendente Sammarinese (PSDIS) zusammen und regierte San Marino vom 6. November 1969 bis zum 27. März 1973. Der PDCS stellte sechs, der PSDIS vier Minister.
Seit den Auseinandersetzungen von Rovereta im Jahre 1957 hatten die Christdemokraten und der Partito Socialista Democratico Independente Sammarinese (PSDIS) gemeinsam regiert. Auch nach der Parlamentswahl vom 7. September 1969 wurde die Zusammenarbeit fortgesetzt. Anfang 1973 endete die Zusammenarbeit, die von zunehmendem Misstrauen zwischen den Partnern geprägt war, und das Kabinett reichte am 2. Februar 1973 den Rücktritt ein. Nach mehrwöchigen Verhandlungen einigten sich PDCS, PSS und MLS auf eine neue Regierung. Damit begann eine bis 1983 dauernde Phase der Zusammenarbeit von Christdemokraten und Sozialisten, die teilweise zusammen mit weiteren Koalitionspartnern die Regierung bildeten.

## Liste der Minister
Die san-marinesische Verfassung kennt keinen Regierungschef, im diplomatischen Protokoll nimmt der Außenminister die Rolle des Regierungschefs ein.
| Amt                  | Minister                    | Partei | Amtszeit                            |
| -------------------- | --------------------------- | ------ | ----------------------------------- |
| Auswärtiges          | Federico Bigi               | PDCS   | 6. November 1969 – 17. Januar 1972  |
| Auswärtiges          | Giancarlo Ghironzi          | PDCS   | 17. Januar 1972 – 27. März 1973     |
| Inneres              | Emilio Della Balda          | PSDIS  | 6. November 1969 – 27. März 1973    |
| Finanzen             | Giancarlo Ghironzi          | PDCS   | 6. November 1969 – 17. Januar 1972  |
| Finanzen             | Luigi Lonfernini            | PDCS   | 17. Januar 1972 – 27. März 1973     |
| Öffentliche Arbeiten | Ferruccio Piva              | PDCS   | 6. November 1969 – 27. März 1973    |
| Gesundheit           | Eusebio Reffi               | PSDIS  | 6. November 1969 – 17. Februar 1971 |
| Gesundheit           | Stelio Montironi            | PSDIS  | 17. Februar 1971 – 27. März 1973    |
| Bildung              | Alvaro Casali               | PSDIS  | 6. November 1969 – 27. März 1973    |
| Tourismus            | Giuseppe Micheloni          | PSDIS  | 6. November 1969 – 27. März 1973    |
| Arbeit               | Luigi Lonfernini            | PDCS   | 6. November 1969 – 5. Mai 1970      |
| Arbeit               | Pietro Reffi                | PDCS   | 5. Mai 1970 – 27. März 1973         |
| Landwirtschaft       | Giovanni Zaccaria Savoretti | PDCS   | 6. November 1969 – 5. Mai 1970      |
| Landwirtschaft       | Luigi Lonfernini            | PDCS   | 5. Mai 1970 – 17. Januar 1972       |
| Landwirtschaft       | Gian Vito Marcucci          | PDCS   | 17. Januar 1972 – 27. März 1973     |
| Justiz               | Gian Luigi Berti            | PDCS   | 6. November 1969 – 27. März 1973    |

### Bemerkungen
1. ↑  Segretario di Stato per gli Affari Esteri e Politici (bis 17. Januar 1972)
† Segretario di Stato per gli Affari Esteri e Politici e l’Industria (ab 17. Januar 1972)
2. ↑  Segretario di Stato per gli Affari Interni e la Programmazione
3. ↑  Deputato per le Finanze e Bilancio, l’Artigianato e il Commercio (bis 28. November 1969)
† Segretario di Stato alle Finanze e Bilancio, l’Artigianato e il Commercio (ab 28. November 1969)
4. ↑  Deputato per il Lavori Pubblici e le Communicazioni
5. ↑  Deputato per la Sicurezza Sociale, l’Igiene e la Sanità e la Previdenza
6. ↑  Deputato per la Pubblica Istruzione e la Cultura
7. ↑  Deputato per il Turismo, lo Sport e lo Spettacolo
8. ↑  Deputato per il Lavoro
9. ↑  Deputato per l’Agricultura e l’Industria (bis 17. Januar 1972)
† Deputato per l’Agricultura (ab 17. Januar 1972)
10. ↑  Deputato per la Giustizia

Das Ressort Finanzen unterstand bisher dem Segretario di Stato per gli Affari Interni und wurde seit 1961 vom Vice Segretario di Stato Affari Interni e Finanze verwaltet. Mit dem Gesetz Nr. 51 vom 28. November wurde das Amt des Vice Segretario abgeschafft und durch den Segretario di Stato alle Finanze e Bilancio ersetzt.

## Veränderungen
- Am 5. Mai 1970 schied Landwirtschaftsminister Savoretti aus dem Kabinett aus. Sein Ressort wurde von Arbeitsminister Luigi Lonfernini übernommen. Das Arbeitsministerium wurde vom neuen Kabinettsmitglied Pietro Reffi geleitet.
- Am 17. Februar 1971 wurde der ausscheidende Gesundheitsminister Eusebio Reffi durch Stelio Montironi ersetzt.
- Außenminister Bigi erklärte im Oktober 1971 seinen Rücktritt. Die Kabinettsumbildung zog sich bis zum 17. Januar 1972 hin. Bigi wurde durch Finanzminister Ghironzi abgelöst. Das Finanzministerium übernahm Landwirtschaftsminister Lonfernini. Neu im Kabinett war Gian Vito Marcucci, der das Arbeitsministerium erhielt.